# Aermacchi MB308
Die Aermacchi MB308 war ein zweisitziges, leichtes Reise- und Sportflugzeug des italienischen Herstellers Aeronautica Macchi, der ab 1961 unter dem Namen Aermacchi auftrat.

## Geschichte und Ausstattung
Der zweisitzige Schulterdecker hatte einen Rumpf aus Holz und ein starres Bugradfahrwerk. Die Tragflächen bestanden aus einem hölzernen Gerüst mit durchgängigem Holm. Die MB308 war bei der italienischen Luftwaffe und dem Heer als Verbindungsflugzeug im Einsatz. Das Leitwerk war in der einfacheren Ausführung nur auf dem Flugzeugrumpf aufgesetzt. Als Motorisierung kamen ein luftgekühlter Boxermotor des Typs Continental C85 für den zweisitzigen Typ Macchi MB.308 oder ein Continental-C90-Boxermotor mit einer Leistung von 95 PS (70 kW) für den dreisitzigen Typ Macchi MB.308G zum Einsatz. Nach dem Ende der militärischen Nutzung wurden diese Maschinen an Privatpersonen oder Geschäftsleute verkauft.

## Technische Daten
| Kenngröße             | Daten                                          |
| --------------------- | ---------------------------------------------- |
| Länge                 | 6,53 m                                         |
| Spannweite            | 10 m                                           |
| Höhe                  | 2,17 m                                         |
| Flügelfläche          | 13,72 m²                                       |
| Flügelstreckung       | 7,3                                            |
| Leermasse             | 407 kg                                         |
| max. Startmasse       | 640 kg                                         |
| Antrieb               | ein Continental C85 mit 85 PS (63 kW) Leistung |
| Propeller             | Zweiblattpropeller                             |
| Höchstgeschwindigkeit | 197 km/h                                       |
| Reisegeschwindigkeit  | 164 km/h                                       |
| Dienstgipfelhöhe      | 4500 m                                         |
| Reichweite            | 760 km                                         |